# Logoterapi
Logoterapi er en særlig form for eksistentiel terapi, der har fokus på mening, og som blev udviklet af den østrigske psykiater Viktor Frankl. I dag er logoterapien en moderne evidensbaseret psykoterapi, og tilgangen findes både i Europa, Sydamerika, Nordamerika, Mellemøsten og Afrika.
Grundtanken i logoterapi er, at hvis man kan finde mening med det, der sker for en, så kan man overvinde det. Fx hvis man tror på, der er en mening med livet, på trods af at man er arbejdsløs, bliver syg eller kommer i koncentrationslejr, så kan man bedre komme igennem.

## Nyere logoterapi i det 21. århundrede
Logoterapi er i dag en moderne evidensbaseret psykoterapi. I dag bruges gerne betegnelsen ‘meningsterapi’. Blandt nutidens mest kendte navne er Alfried Laengle, Alexander Batthyany og Paul Wong samt Elisabeth Lukas. Tilgangen er fyldigt omtalt i The Wiley World Handbook of Existential Therapy.
Logoterapi bruges i dag som psykoterapi til behandling af diverse psykiske lidelser. Blandt andet til behandling af livskriser, depression og alkoholmisbrug. Logoterapi bruges også i palliativ behandling af kræftpatienter. Desuden bruges tilgangen i coaching. Den moderne logoterapi er blandt andet blevet integreret med kognitiv terapi og positiv psykologi

## Viktor Frankls logoterapi
Frankls oprindelige logoterapi og eksistentielle terapi tager udgangspunkt i en videreudvikling af nogle af principperne i Freuds psykoanalyse og Adlers individualpsykologi, og er baseret på den antagelse, at menneskets indre drivkraft og motivationsfaktorer er en spirituel søgen efter mening med tilværelsen. Der er tydelig påvirkning fra Søren Kierkegaard og Friedrich Nietzsche.
Oplevelserne i koncentrationslejrene bekræftede Viktor Frankl i, at selv i den mest absurde, smertefulde og umenneskelige situation har livet en mening – og derfor har lidelsen også en mening. Denne indsigt var den grundlæggende tanke bag logoterapien, som Frankl allerede havde udviklet før sit ophold i koncentrationslejren.
Logoterapi har taget navn efter det græske ord logos, der kan betyde ord og mening. I logoterapien skal det forstås med vægten på mening.
Frankl beskriver tre kerneområder:

### Viljens frihed
Mennesket har friheden til at søge og finde mening med det, vi gør. Vi har alle muligheden for at forme vor egen skæbne ud fra nogle givne rammer og betingelser. Som åndelige væsener reagerer vi ikke bare på indtryk udefra, men vi kan selv påvirke vores fremtid. Vi kan vælge at ville.

### Viljen til mening
Frankl anser at den drivkraft, der gør, at mennesket vælger livet, er viljen til at finde en åndelig mening med det og sætte sig mål for det. Fratages vi denne mulighed, eller føler, at vi er frataget den, oplever vi modløshed og tomhed, og kan reagere med voldsomme personlighedsforandringer.

### Mening med livet
Livet har mening – uanset hvor elendigt, det måtte se ud, kan man finde en mening med det. Hvis man ved, hvorfor man lever, kan man med Nietzsches ord også udholde lidelserne ved at leve. Finder vi derimod ikke mening, risikerer vi at blive frustrerede og reagerer på forskellig vis. Det enkelte menneske skal være aktiv deltager i, og ikke passiv tilskuer til, sit eget liv.

## Udbredelse
Logoterapi har opnået international anerkendelse og udbredelse, og dens indflydelse har været mærkbar i forskellige dele af verden:
Logoterapi har haft en betydelig indflydelse i Europa, hvor Frankl selv praktiserede og underviste. Frankl, der var østrigsk, etablerede det første institut for logoterapi i Wien i 1962. Logoterapiens rødder i europæisk psykologi og eksistentiel filosofi har gjort den særlig relevant i disse kulturelle kontekster. Der findes blandt andet institutter for logoterapi i Storbritannien, Irland, Finland.
Logoterapi har også fundet udbredelse i USA, hvor Frankl underviste og holdt foredrag. Amerikanske psykologer og terapeuter har integreret logoterapiens principper i deres praksis, og der er flere institutter og uddannelsesprogrammer, som fokuserer på logoterapi i USA og Canada
Logoterapi har nået mange dele af verden, og den praktiseres og studeres i forskellige kulturer. Bøgerne af Viktor E. Frankl er blevet oversat til adskillige sprog, hvilket har gjort hans idéer mere tilgængelige globalt. Logoterapien har i dag den største udbredelse i Sydeuropa og Sydamerika, og der findes blandt andet også institutter for logoterapi i Sydafrika, og Israel.
Logoterapi har fundet anvendelse inden for forskellige grene af psykologien og psykiatrien. Den er blevet brugt i behandlingen af en række psykiske lidelser og indgår som en del af terapeutiske praksisser, som fokuserer på meningssøgning og eksistentielle spørgsmål. Selvom logoterapi har haft indflydelse, er det værd at bemærke, at den ikke nødvendigvis udgør hovedstrømningen inden for moderne psykoterapi. Der er mange terapeutiske tilgange, og professionelle kan vælge at integrere elementer fra forskellige teoretiske perspektiver i deres praksis.

### I Danmark
I Danmark har Frankls logoterapi mest haft indflydelse som en del af det bredere internationale landskab af psykologiske teorier og terapiformer. Selv om mange psykologer og psykoterapeuter har kendskab til Franks overordnede teoretiske ideer, har hans praktiske tilgang ikke vundet stor udbredelse i Danmark, og der findes kun enkelte terapeuter, som enten har anvendt eller formidlet logoterapien som terapiform. Flere af Viktor Frankls bøger er dog oversat til dansk, og i Danmark har hans ideer især været udbredte som litteratur.